# كريستوفر تريميل
كريستوفر تريميل (بالألمانية: Christopher Trimmel)‏ (24 فبراير 1987 في النمسا - ) هو لاعب كرة قدم نمساوي في مركز الوسط. شارك مع منتخب النمسا لكرة القدم. أما مع النوادي، فقد لعب مع رابيد فيينا ويونيون برلين.

## وصلات خارجية
- كريستوفر تريميل على موقع الاتحاد الدولي (مؤرشف)  (الإنجليزية)
- كريستوفر تريميل على موقع الاتحاد الأوربي (الإنجليزية)
- كريستوفر تريميل على موقع إي إس بي إن إف سي (الإنجليزية)
- كريستوفر تريميل على موقع قاعدة بيانات كرة القدم.إي يو (الإنجليزية)
- كريستوفر تريميل على موقع ناشيونال فوتبول تيمز (الإنجليزية)
- كريستوفر تريميل على موقع Soccerbase.com (لاعب) (الإنجليزية)
- كريستوفر تريميل على موقع Soccerway.com (الإنجليزية)
- كريستوفر تريميل على موقع عالم كرة القدم.نت (الإنجليزية)
- كريستوفر تريميل على موقع AS.com (الإسبانية)